# Campeonato de Primera B Nacional 2016

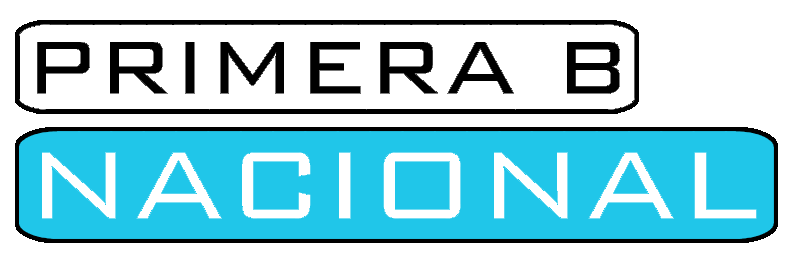
Logo del Campeonato de Primera B Nacional

El Campeonato de Primera B Nacional 2016 fue la trigésima primera edición del torneo federal de segunda división del fútbol argentino. Comenzó el 29 de enero y finalizó el 19 de junio.
Los nuevos participantes fueron, por un lado, los descendidos de la Primera División: Crucero del Norte y Nueva Chicago, que habían ascendido en la temporada 2014. Por otro lado, los cuatro equipos ascendidos de la tercera categoría, dos por la rama de los clubes directamente afiliados a la AFA, a través del torneo de Primera B, y otros dos por los afiliados indirectamente, que disputan el Torneo Federal A. Ellos fueron: Brown, de la ciudad de Adrogué, ganador del Campeonato de Primera B 2015, cuya última participación había ocurrido en el torneo 2013-14, y Almagro, de la localidad de José Ingenieros, vencedor del Torneo reducido por el segundo ascenso, y cuya última temporada en la categoría había sido en la edición 2008-09; Talleres, de la ciudad de Córdoba, que resultó campeón del Torneo Federal A 2015 y regresó a la categoría tras dos temporadas de ausencia, y el debutante Juventud Unida Universitario, de la ciudad de San Luis, ganador de las fases por eliminación del Torneo Federal A 2015.
Se trató de un torneo de transición, por lo que se desarrolló exclusivamente en el primer semestre del año, con formato diferente del habitual, con el fin de volver a adecuar las competiciones del fútbol argentino al calendario del hemisferio norte. 
Se consagró campeón de manera invicta, en la antepenúltima fecha, el Club Atlético Talleres, que obtuvo así su segundo ascenso consecutivo y volvió, después de 12 temporadas, a la Primera División. Por otra parte, el descenso a la tercera categoría, por el sistema de promedios, le correspondió a Juventud Unida Universitario.

## Ascensos y descensos
| Torneo    | Descendidos de la B Nacional 2015 |
| --------- | --------------------------------- |
| Federal A | Gimnasia y Esgrima (M)            |
| Federal A | Guaraní Antonio Franco            |
| Federal A | Sportivo Belgrano                 |
| Federal A | Unión (MdP)                       |

| Torneo    | Ascendidos a la B Nacional 2016 |
| --------- | ------------------------------- |
| Primera B | Brown de Adrogué                |
| Primera B | Almagro                         |
| Federal A | Talleres (C)                    |
| Federal A | Juventud Unida Universitario    |

| Pos       | Ascendidos a la Primera División 2016 |
| --------- | ------------------------------------- |
| 1.º       | Atlético Tucumán                      |
| Gan. Red. | Patronato                             |

| Prom | Descendidos de la Primera División 2015 |
| ---- | --------------------------------------- |
| 29.º | Nueva Chicago                           |
| 30.º | Crucero del Norte                       |

## Equipos
Listado de los 22 participantes.
| Equipo                       | Ciudad                | Estadio                                         | Capacidad     |
| ---------------------------- | --------------------- | ----------------------------------------------- | ------------- |
| All Boys                     | Buenos Aires          | Islas Malvinas                                  | 21 500        |
| Almagro                      | José Ingenieros       | Tres de Febrero                                 | 19 000        |
| Atlético Paraná              | Paraná                | Pedro Mutio                                     | 7000          |
| Boca Unidos                  | Corrientes            | Leoncio Benítez                                 | 8000          |
| Brown                        | Adrogué               | Lorenzo Arandilla                               | 4500          |
| Central Córdoba              | Santiago del Estero   | Alfredo Terrera                                 | 16 000        |
| Chacarita Juniors            | Villa Maipú           | Chacarita Juniors                               | 20 844        |
| Crucero del Norte            | Garupá                | Comandante Andrés Guacurarí                     | 15 000        |
| Douglas Haig                 | Pergamino             | Miguel Morales                                  | 15 000        |
| Ferro Carril Oeste           | Buenos Aires          | Arquitecto Ricardo Etcheverri                   | 24 268        |
| Gimnasia y Esgrima           | San Salvador de Jujuy | 23 de Agosto                                    | 29 500        |
| Guillermo Brown              | Puerto Madryn         | Raúl Conti                                      | 15 000        |
| Independiente Rivadavia      | Mendoza               | Bautista Gargantini                             | 24 000        |
| Instituto                    | Córdoba               | Juan Domingo Perón                              | 32 000        |
| Juventud Unida               | Gualeguaychú          | De los Eucaliptos                               | 5000          |
| Juventud Unida Universitario | San Luis              | Mario Sebastián Diez Juan Gilberto Funes        | 10 000 15 000 |
| Los Andes                    | Lomas de Zamora       | Eduardo Gallardón                               | 36 942        |
| Nueva Chicago                | Buenos Aires          | Nueva Chicago                                   | 25 000        |
| Ramón Santamarina            | Tandil                | Municipal General San Martín                    | 12 000        |
| Sportivo Estudiantes         | San Luis              | Héctor Odicino-Pedro Benoza Juan Gilberto Funes | 12 000 15 000 |
| Talleres                     | Córdoba               | Mario Alberto Kempes                            | 57 000        |
| Villa Dálmine                | Campana               | El Coliseo de Mitre y Puccini                   | 11 250        |

### Distribución geográfica de los equipos
| Región                                   | Cant. | Equipos                                             |
| ---------------------------------------- | ----- | --------------------------------------------------- |
| Conurbano bonaerense                     | 4     | Almagro, Brown de Adrogué, Chacarita y Los Andes    |
| Ciudad de Buenos Aires                   | 3     | All Boys, Ferro Carril Oeste y Nueva Chicago        |
| Interior de la provincia de Buenos Aires | 3     | Douglas Haig, Ramón Santamarina y Villa Dálmine     |
| Provincia de Córdoba                     | 2     | Instituto y Talleres                                |
| Provincia de Entre Ríos                  | 2     | Atlético Paraná y Juventud Unida (G)                |
| Provincia de San Luis                    | 2     | Juventud Unida Universitario y Sportivo Estudiantes |
| Provincia de Mendoza                     | 1     | Independiente Rivadavia                             |
| Provincia del Chubut                     | 1     | Guillermo Brown                                     |
| Provincia de Corrientes                  | 1     | Boca Unidos                                         |
| Provincia de Jujuy                       | 1     | Gimnasia y Esgrima                                  |
| Provincia de Misiones                    | 1     | Crucero del Norte                                   |
| Provincia de Santiago del Estero         | 1     | Central Córdoba                                     |

## Formato

### Ascenso
Los 22 participantes se enfrentaron en una rueda por el sistema de todos contra todos. Ascendió el campeón.

### Descensos
El equipo peor ubicado en la tabla de promedios descendió a la tercera categoría.

## Tabla de posiciones final
| Pos. | Equipo                       | Pts. | PJ | PG | PE | PP | GF | GC | Dif. |
| ---- | ---------------------------- | ---- | -- | -- | -- | -- | -- | -- | ---- |
| 1.º  | Talleres (C)                 | 49   | 21 | 14 | 7  | 0  | 31 | 11 | 20   |
| 2.º  | Chacarita Juniors            | 43   | 21 | 13 | 4  | 4  | 30 | 12 | 18   |
| 3.º  | Gimnasia y Esgrima (J)       | 38   | 21 | 11 | 5  | 5  | 26 | 16 | 10   |
| 4.º  | Boca Unidos                  | 38   | 21 | 11 | 5  | 5  | 28 | 19 | 9    |
| 5.º  | Villa Dálmine                | 33   | 21 | 9  | 6  | 6  | 35 | 28 | 7    |
| 6.º  | Crucero del Norte            | 32   | 21 | 9  | 5  | 7  | 26 | 25 | 1    |
| 7.º  | Nueva Chicago                | 30   | 21 | 9  | 3  | 9  | 32 | 27 | 5    |
| 8.º  | Guillermo Brown              | 30   | 21 | 9  | 3  | 9  | 31 | 29 | 2    |
| 9.º  | Los Andes                    | 30   | 21 | 8  | 6  | 7  | 21 | 22 | −1   |
| 10.º | Brown de Adrogué             | 28   | 21 | 6  | 10 | 5  | 27 | 26 | 1    |
| 11.º | Juventud Unida (G)           | 28   | 21 | 7  | 7  | 7  | 25 | 26 | −1   |
| 12.º | Almagro                      | 28   | 21 | 7  | 7  | 7  | 23 | 25 | −2   |
| 13.º | Ramón Santamarina            | 27   | 21 | 7  | 6  | 8  | 16 | 19 | −3   |
| 14.º | All Boys                     | 26   | 21 | 7  | 5  | 9  | 30 | 28 | 2    |
| 15.º | Ferro Carril Oeste           | 26   | 21 | 7  | 5  | 9  | 21 | 27 | −6   |
| 16.º | Sportivo Estudiantes (SL)    | 24   | 21 | 7  | 3  | 11 | 17 | 25 | −8   |
| 17.º | Juventud Unida Universitario | 22   | 21 | 4  | 10 | 7  | 20 | 23 | −3   |
| 18.º | Central Córdoba (SdE)        | 21   | 21 | 5  | 6  | 10 | 23 | 27 | −4   |
| 19.º | Douglas Haig                 | 20   | 21 | 5  | 5  | 11 | 20 | 24 | −4   |
| 20.º | Independiente Rivadavia      | 20   | 21 | 4  | 8  | 9  | 14 | 26 | −12  |
| 21.º | Atlético Paraná              | 19   | 21 | 3  | 10 | 8  | 16 | 32 | −16  |
| 22.º | Instituto                    | 16   | 21 | 4  | 4  | 13 | 18 | 33 | −15  |

|  | Campeón. Ascendió a la Primera División. |

|  |

### Evolución de las posiciones
| Equipo / Fecha       |      |      |      |      |      |      |      |      |      |      |      |      |      |      |      |      |      |      |      |      |      |
| Equipo / Fecha       | 01   | 02   | 03   | 04   | 05   | 06   | 07   | 08   | 09   | 10   | 11   | 12   | 13   | 14   | 15   | 16   | 17   | 18   | 19   | 20   | 21   |
| -------------------- | ---- | ---- | ---- | ---- | ---- | ---- | ---- | ---- | ---- | ---- | ---- | ---- | ---- | ---- | ---- | ---- | ---- | ---- | ---- | ---- | ---- |
| All Boys             | 06.º | 13.º | 15.º | 16.º | 16.º | 12.º | 12.º | 15.º | 11.º | 15.º | 16.º | 13.º | 15.º | 15.º | 13.º | 15.º | 16.º | 16.º | 17.º | 16.º | 14.º |
| Almagro              | 20.º | 20.º | 20.º | 14.º | 15.º | 11.º | 06.º | 07.º | 04.º | 05.º | 06.º | 11.° | 08.° | 09.° | 06.º | 05.º | 08.° | 06.º | 11.º | 11.º | 12.º |
| Atlético Paraná      | 09.º | 06.º | 08.º | 10.º | 11.º | 17.º | 16.º | 19.º | 20.º | 21.º | 20.º | 21.º | 22.º | 22.º | 21.º | 22.º | 20.º | 20.º | 20.º | 19.º | 21.º |
| Boca Unidos          | 01.º | 03.º | 01.º | 06.º | 12.º | 15.º | 14.º | 10.º | 06.º | 03.º | 04.º | 02.º | 02.º | 03.º | 02.º | 02.º | 02.º | 03.º | 03.º | 03.º | 04.º |
| Brown de Adrogué     | 20.º | 22.º | 22.º | 18.º | 17.º | 18.º | 18.º | 18.º | 13.º | 08.º | 05.º | 04.º | 06.º | 08.º | 10.º | 07.º | 05.º | 07.º | 08.º | 09.º | 10.º |
| C. Córdoba (SdE)     | 20.º | 21.º | 16.º | 12.º | 14.º | 19.º | 19.º | 20.º | 18.º | 18.º | 18.º | 18.º | 18.º | 19.º | 20.º | 20.º | 22.º | 21.º | 19.º | 21.º | 18.º |
| Chacarita Juniors    | 17.º | 10.º | 14.º | 19.º | 13.º | 08.º | 10.º | 12.º | 07.º | 04.º | 07.º | 06.º | 04.º | 04.º | 03.º | 03.º | 03.º | 02.º | 02.º | 02.º | 02.º |
| Crucero del Norte    | 06.º | 06.º | 13.º | 13.º | 18.º | 13.º | 17.º | 11.º | 16.º | 10.º | 14.º | 14.º | 16.º | 14.º | 16.º | 13.º | 09.º | 10.º | 07.º | 05.º | 06.º |
| Douglas Haig         | 01.º | 09.º | 06.º | 09.º | 05.º | 04.º | 08.º | 14.º | 08.º | 13.º | 15.º | 16.º | 17.º | 17.º | 17.º | 17.º | 18.º | 18.º | 18.º | 18.º | 19.º |
| Ferro Carril Oeste   | 09.º | 04.º | 04.º | 02.º | 04.º | 06.º | 07.º | 08.º | 12.º | 07.º | 13.º | 15.º | 14.º | 12.º | 15.º | 11.º | 14.º | 13.º | 14.º | 14.º | 15.º |
| Gimnasia (J)         | 11.º | 08.º | 01.º | 05.º | 07.º | 03.º | 04.º | 02.º | 02.º | 02.º | 02.º | 03.º | 03.º | 02.º | 04.º | 04.º | 04.º | 04.º | 04.º | 04.º | 03.º |
| Guillermo Brown      | 15.º | 12.º | 10.º | 03.º | 02.º | 05.º | 02.º | 03.º | 05.º | 09.º | 08.º | 10.º | 07.º | 05.º | 05.º | 06.º | 10.º | 08.º | 06.º | 08.º | 08.º |
| Indep'te Rivadavia   | 11.º | 14.º | 18.º | 20.º | 22.º | 22.º | 20.º | 21.º | 21.º | 22.º | 22.º | 22.º | 21.º | 20.º | 22.º | 21.º | 19.º | 19.º | 21.º | 20.º | 20.º |
| Instituto            | 11.º | 17.º | 21.º | 16.º | 09.º | 14.º | 13.º | 09.º | 14.º | 17.º | 17.º | 19.º | 20.º | 21.º | 19.º | 19.º | 21.º | 22.º | 22.º | 22.º | 22.º |
| Juventud Unida (G)   | 17.º | 16.º | 11.º | 14.º | 19.º | 16.º | 15.º | 16.º | 15.º | 16.º | 12.º | 08.º | 05.º | 07.º | 11.º | 08.º | 06.º | 09.º | 10.º | 10.º | 11.º |
| Juventud Unida U.    | 15.º | 15.º | 17.º | 22.º | 21.º | 20.º | 21.º | 16.º | 19.º | 20.º | 20.º | 20.º | 19.º | 18.º | 18.º | 18.º | 17.º | 17.º | 15.º | 17.º | 17.º |
| Los Andes            | 17.º | 17.º | 12.º | 07.º | 08.º | 06.º | 09.º | 04.º | 03.º | 06.º | 03.º | 05.º | 10.º | 13.º | 08.º | 09.º | 13.º | 14.º | 13.º | 12.º | 09.º |
| Nueva Chicago        | 01.º | 10.º | 09.º | 04.º | 09.º | 10.º | 05.º | 06.º | 10.º | 14.º | 11.º | 07.º | 11.º | 06.º | 09.º | 12.º | 07.º | 05.º | 05.º | 06.º | 07.º |
| Ramón Santamarina    | 06.º | 02.º | 05.º | 08.º | 03.º | 02.º | 03.º | 05.º | 09.º | 11.º | 09.º | 09.º | 09.º | 11.º | 07.º | 10.º | 12.º | 11.º | 12.º | 13.º | 13.º |
| Sp. Estudiantes (SL) | 04.º | 01.º | 07.º | 11.º | 06.º | 09.º | 11.º | 13.º | 17.º | 12.º | 10.º | 12.º | 12.º | 10.º | 12.º | 14.º | 15.º | 15.º | 16.º | 15.º | 16.º |
| Talleres             | 04.º | 04.º | 03.º | 01.º | 01.º | 01.º | 01.º | 01.º | 01.º | 01.º | 01.º | 01.º | 01.º | 01.º | 01.º | 01.º | 01.º | 01.º | 01.º | 01.º | 01.º |
| Villa Dálmine        | 11.º | 17.º | 19.º | 21.º | 20.º | 21.º | 22.º | 22.º | 22.º | 19.º | 19.º | 17.º | 13.º | 16.º | 14.º | 16.º | 11.º | 12.º | 09.º | 07.º | 05.º |

| 1. 2. 3. |

## Resultados
| Fecha 1                   | Fecha 1   | Fecha 1               | Fecha 1                      | Fecha 1     | Fecha 1 |
| Local                     | Resultado | Visitante             | Estadio                      | Fecha       | Hora    |
| ------------------------- | --------- | --------------------- | ---------------------------- | ----------- | ------- |
| Sportivo Estudiantes (SL) | 2 - 1     | Juventud Unida U.     | Juan Gilberto Funes          | 29 de enero | 20:00   |
| Douglas Haig              | 2 - 0     | Central Córdoba (SdE) | Miguel Morales               | 29 de enero | 21:00   |
| Talleres (C)              | 2 - 1     | Guillermo Brown       | Mario Alberto Kempes         | 29 de enero | 21:00   |
| Almagro                   | 0 - 2     | Nueva Chicago         | Tres de Febrero              | 30 de enero | 17:00   |
| All Boys                  | 1 - 0     | Chacarita Juniors     | Islas Malvinas               | 30 de enero | 18:55   |
| Ramón Santamarina         | 1 - 0     | Juventud Unida (G)    | Municipal General San Martín | 30 de enero | 20:30   |
| Atlético Paraná           | 1 - 1     | Ferro Carril Oeste    | Pedro Mutio                  | 30 de enero | 21:00   |
| Los Andes                 | 0 - 1     | Crucero del Norte     | El Viaducto                  | 31 de enero | 17:00   |
| Gimnasia y Esgrima (J)    | 0 - 0     | Instituto             | 23 de Agosto                 | 31 de enero | 17:00   |
| Boca Unidos               | 2 - 0     | Brown de Adrogué      | Leoncio Benítez              | 31 de enero | 17:30   |
| Independiente Rivadavia   | 0 - 0     | Villa Dálmine         | Bautista Gargantini          | 31 de enero | 19:15   |

| Fecha 2               | Fecha 2   | Fecha 2                   | Fecha 2                       | Fecha 2      | Fecha 2 |
| Local                 | Resultado | Visitante                 | Estadio                       | Fecha        | Hora    |
| --------------------- | --------- | ------------------------- | ----------------------------- | ------------ | ------- |
| Instituto             | 0 - 1     | Atlético Paraná           | Juan Domingo Perón            | 5 de febrero | 21:05   |
| Central Córdoba (SdE) | 1 - 3     | Sportivo Estudiantes (SL) | Alfredo Terrera               | 5 de febrero | 22:00   |
| Villa Dálmine         | 0 - 1     | Ramón Santamarina         | El Coliseo de Mitre y Puccini | 6 de febrero | 17:00   |
| Ferro Carril Oeste    | 2 - 1     | Douglas Haig              | Arquitecto Ricardo Etcheverri | 6 de febrero | 17:00   |
| Chacarita Juniors     | 2 - 0     | Brown de Adrogué          | Chacarita Juniors             | 6 de febrero | 17:00   |
| Nueva Chicago         | 0 - 1     | Gimnasia y Esgrima (J)    | Nueva Chicago                 | 6 de febrero | 17:00   |
| Juventud Unida U.     | 1 - 1     | Independiente Rivadavia   | Juan Gilberto Funes           | 6 de febrero | 18:00   |
| Juventud Unida (G)    | 1 - 1     | Talleres (C)              | De los Eucaliptos             | 7 de febrero | 17:00   |
| Crucero del Norte     | 1 - 1     | Almagro                   | Comandante Andrés Guacurarí   | 7 de febrero | 17:00   |
| Guillermo Brown       | 1 - 0     | All Boys                  | Raúl Conti                    | 7 de febrero | 17:00   |
| Los Andes             | 0 - 0     | Boca Unidos               | Eduardo Gallardón             | 9 de febrero | 17:00   |

| Fecha 3                   | Fecha 3   | Fecha 3               | Fecha 3                      | Fecha 3       | Fecha 3 |
| Local                     | Resultado | Visitante             | Estadio                      | Fecha         | Hora    |
| ------------------------- | --------- | --------------------- | ---------------------------- | ------------- | ------- |
| Douglas Haig              | 2 - 0     | Instituto             | Miguel Morales               | 12 de febrero | 21:00   |
| Talleres (C)              | 2 - 1     | Villa Dálmine         | Mario Alberto Kempes         | 12 de febrero | 21:00   |
| Brown de Adrogué          | 2 - 2     | Guillermo Brown       | Lorenzo Arandilla            | 13 de febrero | 17:00   |
| All Boys                  | 1 - 2     | Juventud Unida (G)    | Islas Malvinas               | 14 de febrero | 17:00   |
| Gimnasia y Esgrima (J)    | 2 - 0     | Crucero del Norte     | 23 de Agosto                 | 14 de febrero | 17:00   |
| Boca Unidos               | 1 - 0     | Chacarita Juniors     | Leoncio Benítez              | 14 de febrero | 17:00   |
| Atlético Paraná           | 1 - 1     | Nueva Chicago         | Pedro Mutio                  | 14 de febrero | 17:05   |
| Sportivo Estudiantes (SL) | 0 - 1     | Ferro Carril Oeste    | El Coliseo                   | 14 de febrero | 18:00   |
| Independiente Rivadavia   | 0 - 1     | Central Córdoba (SdE) | Bautista Gargantini          | 14 de febrero | 18:00   |
| Ramón Santamarina         | 0 - 0     | Juventud Unida U.     | Municipal General San Martín | 14 de febrero | 19:30   |
| Almagro                   | 1 - 2     | Los Andes             | Tres de Febrero              | 15 de febrero | 21:05   |

| Fecha 4               | Fecha 4   | Fecha 4                   | Fecha 4                       | Fecha 4       | Fecha 4 |
| Local                 | Resultado | Visitante                 | Estadio                       | Fecha         | Hora    |
| --------------------- | --------- | ------------------------- | ----------------------------- | ------------- | ------- |
| Instituto             | 2 - 0     | Sportivo Estudiantes (SL) | Juan Domingo Perón            | 19 de febrero | 21:00   |
| Almagro               | 3 - 1     | Boca Unidos               | Tres de Febrero               | 20 de febrero | 17:05   |
| Los Andes             | 1 - 0     | Gimnasia y Esgrima (J)    | Eduardo Gallardón             | 20 de febrero | 17:05   |
| Villa Dálmine         | 0 - 0     | All Boys                  | El Coliseo de Mitre y Puccini | 20 de febrero | 19:05   |
| Crucero del Norte     | 0 - 0     | Atlético Paraná           | Comandante Andrés Guacurarí   | 21 de febrero | 17:00   |
| Guillermo Brown       | 3 - 0     | Chacarita Juniors         | Raúl Conti                    | 21 de febrero | 17:00   |
| Juventud Unida (G)    | 2 - 3     | Brown de Adrogué          | De los Eucaliptos             | 21 de febrero | 17:00   |
| Nueva Chicago         | 2 - 0     | Douglas Haig              | Nueva Chicago                 | 21 de febrero | 17:00   |
| Ferro Carril Oeste    | 2 - 1     | Independiente Rivadavia   | Arquitecto Ricardo Etcheverri | 21 de febrero | 17:30   |
| Central Córdoba (SdE) | 1 - 0     | Ramón Santamarina         | Alfredo Terrera               | 21 de febrero | 20:00   |
| Juventud Unida U.     | 0 - 3     | Talleres (C)              | Juan Gilberto Funes           | 22 de febrero | 21:05   |

| Fecha 5                   | Fecha 5   | Fecha 5               | Fecha 5                      | Fecha 5       | Fecha 5 |
| Local                     | Resultado | Visitante             | Estadio                      | Fecha         | Hora    |
| ------------------------- | --------- | --------------------- | ---------------------------- | ------------- | ------- |
| All Boys                  | 1 - 1     | Juventud Unida U.     | Islas Malvinas               | 27 de febrero | 17:05   |
| Chacarita Juniors         | 1 - 0     | Juventud Unida (G)    | Chacarita Juniors            | 27 de febrero | 17:05   |
| Talleres (C)              | 2 - 0     | Central Córdoba (SdE) | Mario Alberto Kempes         | 27 de febrero | 19:05   |
| Brown de Adrogué          | 1 - 1     | Villa Dálmine         | Lorenzo Arandilla            | 28 de febrero | 17:00   |
| Gimnasia y Esgrima (J)    | 1 - 1     | Almagro               | 23 de Agosto                 | 28 de febrero | 17:00   |
| Boca Unidos               | 1 - 2     | Guillermo Brown       | Leoncio Benítez              | 28 de febrero | 17:00   |
| Douglas Haig              | 3 - 0     | Crucero del Norte     | Miguel Morales               | 28 de febrero | 18:00   |
| Sportivo Estudiantes (SL) | 1 - 0     | Nueva Chicago         | El Coliseo                   | 28 de febrero | 18:00   |
| Atlético Paraná           | 1 - 1     | Los Andes             | Pedro Mutio                  | 28 de febrero | 19:00   |
| Ramón Santamarina         | 2 - 0     | Ferro Carril Oeste    | Municipal General San Martín | 29 de febrero | 21:05   |
| Independiente Rivadavia   | 0 - 3     | Instituto             | Bautista Gargantini          | 29 de febrero | 21:30   |

| Fecha 6                | Fecha 6   | Fecha 6                   | Fecha 6                       | Fecha 6    | Fecha 6 |
| Local                  | Resultado | Visitante                 | Estadio                       | Fecha      | Hora    |
| ---------------------- | --------- | ------------------------- | ----------------------------- | ---------- | ------- |
| Central Córdoba (SdE)  | 2 - 3     | All Boys                  | Alfredo Terrera               | 4 de marzo | 22:00   |
| Almagro                | 2 - 0     | Atlético Paraná           | Tres de Febrero               | 5 de marzo | 17:00   |
| Juventud Unida (G)     | 2 - 1     | Guillermo Brown           | De los Eucaliptos             | 5 de marzo | 17:00   |
| Los Andes              | 1 - 1     | Douglas Haig              | Eduardo Gallardón             | 5 de marzo | 17:00   |
| Crucero del Norte      | 3 - 0     | Sportivo Estudiantes (SL) | Comandante Andrés Guacurarí   | 5 de marzo | 17:00   |
| Juventud Unida U.      | 1 - 1     | Brown de Adrogué          | Mario Sebastián Diez          | 5 de marzo | 17:00   |
| Nueva Chicago          | 2 - 2     | Independiente Rivadavia   | Nueva Chicago                 | 5 de marzo | 17:05   |
| Ferro Carril Oeste     | 1 - 2     | Talleres (C)              | Arquitecto Ricardo Etcheverri | 6 de marzo | 17:00   |
| Gimnasia y Esgrima (J) | 4 - 3     | Boca Unidos               | 23 de Agosto                  | 6 de marzo | 20:00   |
| Instituto              | 0 - 1     | Ramón Santamarina         | Juan Domingo Perón            | 6 de marzo | 20:00   |
| Villa Dálmine          | 0 - 1     | Chacarita Juniors         | El Coliseo de Mitre y Puccini | 7 de marzo | 21:05   |

| Fecha 7                   | Fecha 7   | Fecha 7                | Fecha 7                      | Fecha 7     | Fecha 7 |
| Local                     | Resultado | Visitante              | Estadio                      | Fecha       | Hora    |
| ------------------------- | --------- | ---------------------- | ---------------------------- | ----------- | ------- |
| Independiente Rivadavia   | 2 - 0     | Crucero del Norte      | Bautista Gargantini          | 11 de marzo | 21:30   |
| Brown de Adrogué          | 0 - 0     | Central Córdoba (SdE)  | Lorenzo Arandilla            | 12 de marzo | 16:00   |
| Chacarita Juniors         | 1 - 1     | Juventud Unida U.      | Chacarita Juniors            | 12 de marzo | 17:05   |
| All Boys                  | 1 - 1     | Ferro Carril Oeste     | Islas Malvinas               | 12 de marzo | 19:05   |
| Atlético Paraná           | 0 - 0     | Gimnasia y Esgrima (J) | Pedro Mutio                  | 12 de marzo | 20:00   |
| Boca Unidos               | 0 - 0     | Juventud Unida (G)     | Leoncio Benítez              | 13 de marzo | 16:30   |
| Guillermo Brown           | 3 - 1     | Villa Dálmine          | Raúl Conti                   | 13 de marzo | 17:00   |
| Sportivo Estudiantes (SL) | 0 - 0     | Los Andes              | El Coliseo                   | 13 de marzo | 17:00   |
| Douglas Haig              | 0 - 1     | Almagro                | Miguel Morales               | 13 de marzo | 18:00   |
| Ramón Santamarina         | 0 - 2     | Nueva Chicago          | Municipal General San Martín | 14 de marzo | 19:00   |
| Talleres (C)              | 1 - 1     | Instituto              | Mario Alberto Kempes         | 15 de marzo | 21:05   |

| Fecha 8                | Fecha 8   | Fecha 8                   | Fecha 8                       | Fecha 8     | Fecha 8 |
| Local                  | Resultado | Visitante                 | Estadio                       | Fecha       | Hora    |
| ---------------------- | --------- | ------------------------- | ----------------------------- | ----------- | ------- |
| Central Córdoba (SdE)  | 1 - 1     | Chacarita Juniors         | Alfredo Terrera               | 18 de marzo | 22:00   |
| Villa Dálmine          | 2 - 1     | Juventud Unida (G)        | El Coliseo de Mitre y Puccini | 19 de marzo | 16:00   |
| Nueva Chicago          | 1 - 1     | Talleres (C)              | Nueva Chicago                 | 19 de marzo | 16:05   |
| Almagro                | 0 - 0     | Sportivo Estudiantes (SL) | Tres de Febrero               | 19 de marzo | 16:35   |
| Gimnasia y Esgrima (J) | 2 - 0     | Douglas Haig              | 23 de Agosto                  | 19 de marzo | 17:00   |
| Los Andes              | 1 - 0     | Independiente Rivadavia   | Eduardo Gallardón             | 20 de marzo | 11:00   |
| Crucero del Norte      | 3 - 1     | Ramón Santamarina         | Comandante Andrés Guacurarí   | 20 de marzo | 16:00   |
| Juventud Unida U.      | 3 - 1     | Guillermo Brown           | Mario Sebastián Diez          | 20 de marzo | 16:30   |
| Atlético Paraná        | 0 - 2     | Boca Unidos               | Pedro Mutio                   | 20 de marzo | 19:00   |
| Instituto              | 4 - 1     | All Boys                  | Juan Domingo Perón            | 20 de marzo | 20:00   |
| Ferro Carril Oeste     | 2 - 2     | Brown de Adrogué          | Arquitecto Ricardo Etcheverri | 21 de marzo | 21:05   |

| Fecha 9                   | Fecha 9   | Fecha 9                | Fecha 9                      | Fecha 9     | Fecha 9 |
| Local                     | Resultado | Visitante              | Estadio                      | Fecha       | Hora    |
| ------------------------- | --------- | ---------------------- | ---------------------------- | ----------- | ------- |
| Independiente Rivadavia   | 1 - 2     | Almagro                | Bautista Gargantini          | 26 de marzo | 16:00   |
| All Boys                  | 5 - 2     | Nueva Chicago          | Islas Malvinas               | 26 de marzo | 17:05   |
| Brown de Adrogué          | 4 - 0     | Instituto              | Lorenzo Arandilla            | 27 de marzo | 14:00   |
| Chacarita Juniors         | 2 - 0     | Ferro Carril Oeste     | Chacarita Juniors            | 27 de marzo | 15:30   |
| Boca Unidos               | 3 - 1     | Villa Dálmine          | Leoncio Benítez              | 27 de marzo | 16:00   |
| Guillermo Brown           | 1 - 1     | Central Córdoba (SdE)  | Raúl Conti                   | 27 de marzo | 16:00   |
| Juventud Unida (G)        | 1 - 0     | Juventud Unida U.      | De los Eucaliptos            | 27 de marzo | 16:00   |
| Douglas Haig              | 2 - 0     | Atlético Paraná        | Miguel Morales               | 27 de marzo | 16:00   |
| Sportivo Estudiantes (SL) | 0 - 1     | Gimnasia y Esgrima (J) | El Coliseo                   | 27 de marzo | 16:00   |
| Ramón Santamarina         | 0 - 1     | Los Andes              | Municipal General San Martín | 28 de marzo | 21:05   |
| Talleres (C)              | 2 - 1     | Crucero del Norte      | Mario Alberto Kempes         | 30 de marzo | 21:05   |

| Fecha 10               | Fecha 10  | Fecha 10                  | Fecha 10                      | Fecha 10   | Fecha 10 |
| Local                  | Resultado | Visitante                 | Estadio                       | Fecha      | Hora     |
| ---------------------- | --------- | ------------------------- | ----------------------------- | ---------- | -------- |
| Nueva Chicago          | 1 - 2     | Brown de Adrogué          | Nueva Chicago                 | 2 de abril | 13:05    |
| Douglas Haig           | 1 - 3     | Boca Unidos               | Miguel Morales                | 2 de abril | 14:00    |
| Almagro                | 1 - 1     | Ramón Santamarina         | Tres de Febrero               | 2 de abril | 14:00    |
| Crucero del Norte      | 3 - 2     | All Boys                  | Comandante Andrés Guacurarí   | 3 de abril | 16:00    |
| Gimnasia y Esgrima (J) | 1 - 0     | Independiente Rivadavia   | 23 de Agosto                  | 3 de abril | 16:00    |
| Los Andes              | 1 - 2     | Talleres (C)              | Eduardo Gallardón             | 3 de abril | 16:05    |
| Juventud Unida U.      | 1 - 3     | Villa Dálmine             | Mario Sebastián Diez          | 3 de abril | 16:30    |
| Ferro Carril Oeste     | 3 - 1     | Guillermo Brown           | Arquitecto Ricardo Etcheverri | 3 de abril | 17:35    |
| Atlético Paraná        | 1 - 2     | Sportivo Estudiantes (SL) | Pedro Mutio                   | 3 de abril | 18:00    |
| Instituto              | 0 - 3     | Chacarita Juniors         | Juan Domingo Perón            | 4 de abril | 21:05    |
| Central Córdoba (SdE)  | 3 - 3     | Juventud Unida (G)        | Alfredo Terrera               | 4 de abril | 22:00    |

| Fecha 11                  | Fecha 11  | Fecha 11               | Fecha 11                      | Fecha 11    | Fecha 11 |
| Local                     | Resultado | Visitante              | Estadio                       | Fecha       | Hora     |
| ------------------------- | --------- | ---------------------- | ----------------------------- | ----------- | -------- |
| Villa Dálmine             | 1 - 1     | Central Córdoba (SdE)  | El Coliseo de Mitre y Puccini | 9 de abril  | 15:30    |
| Brown de Adrogué          | 4 - 3     | Crucero del Norte      | Lorenzo Arandilla             | 9 de abril  | 15:40    |
| Chacarita Juniors         | 0 - 1     | Nueva Chicago          | Chacarita Juniors             | 9 de abril  | 16:10    |
| Talleres (C)              | 0 - 0     | Almagro                | Mario Alberto Kempes          | 9 de abril  | 20:10    |
| Juventud Unida (G)        | 2 - 1     | Ferro Carril Oeste     | De los Eucaliptos             | 10 de abril | 15:30    |
| All Boys                  | 1 - 2     | Los Andes              | Islas Malvinas                | 10 de abril | 15:30    |
| Boca Unidos               | 0 - 0     | Juventud Unida U.      | Leoncio Benítez               | 10 de abril | 16:00    |
| Guillermo Brown           | 1 - 0     | Instituto              | Raúl Conti                    | 10 de abril | 16:00    |
| Sportivo Estudiantes (SL) | 2 - 1     | Douglas Haig           | El Coliseo                    | 10 de abril | 17:00    |
| Independiente Rivadavia   | 0 - 0     | Atlético Paraná        | Bautista Gargantini           | 10 de abril | 18:10    |
| Ramón Santamarina         | 2 - 0     | Gimnasia y Esgrima (J) | Municipal General San Martín  | 11 de abril | 21:05    |

| Fecha 12                  | Fecha 12  | Fecha 12                | Fecha 12                      | Fecha 12    | Fecha 12 |
| Local                     | Resultado | Visitante               | Estadio                       | Fecha       | Hora     |
| ------------------------- | --------- | ----------------------- | ----------------------------- | ----------- | -------- |
| Crucero del Norte         | 1 - 1     | Chacarita Juniors       | Comandante Andrés Guacurarí   | 15 de abril | 15:35    |
| Nueva Chicago             | 1 - 0     | Guillermo Brown         | Nueva Chicago                 | 16 de abril | 15:30    |
| Atlético Paraná           | 1 - 1     | Ramón Santamarina       | Pedro Mutio                   | 16 de abril | 20:00    |
| Los Andes                 | 0 - 1     | Brown de Adrogué        | Eduardo Gallardón             | 17 de abril | 11:00    |
| Almagro                   | 0 - 2     | All Boys                | Tres de Febrero               | 17 de abril | 15:30    |
| Douglas Haig              | 4 - 0     | Independiente Rivadavia | Miguel Morales                | 17 de abril | 16:00    |
| Sportivo Estudiantes (SL) | 0 - 1     | Boca Unidos             | El Coliseo                    | 17 de abril | 16:00    |
| Instituto                 | 0 - 1     | Juventud Unida (G)      | Juan Domingo Perón            | 17 de abril | 16:00    |
| Central Córdoba (SdE)     | 0 - 0     | Juventud Unida U.       | Alfredo Terrera               | 17 de abril | 17:30    |
| Gimnasia y Esgrima (J)    | 1 - 2     | Talleres (C)            | 23 de Agosto                  | 18 de abril | 21:10    |
| Ferro Carril Oeste        | 1 - 3     | Villa Dálmine           | Arquitecto Ricardo Etcheverri | 19 de abril | 21:05    |

| Fecha 13                | Fecha 13  | Fecha 13                  | Fecha 13                      | Fecha 13    | Fecha 13 |
| Local                   | Resultado | Visitante                 | Estadio                       | Fecha       | Hora     |
| ----------------------- | --------- | ------------------------- | ----------------------------- | ----------- | -------- |
| Chacarita Juniors       | 3 - 0     | Los Andes                 | Chacarita Juniors             | 22 de abril | 15:35    |
| Independiente Rivadavia | 2 - 1     | Sportivo Estudiantes (SL) | Bautista Gargantini           | 22 de abril | 21:30    |
| All Boys                | 0 - 1     | Gimnasia y Esgrima (J)    | Islas Malvinas                | 23 de abril | 13:05    |
| Juventud Unida (G)      | 2 - 1     | Nueva Chicago             | De los Eucaliptos             | 23 de abril | 15:15    |
| Boca Unidos             | 1 - 0     | Central Córdoba (SdE)     | Leoncio Benítez               | 24 de abril | 11:00    |
| Juventud Unida U.       | 0 - 0     | Ferro Carril Oeste        | Mario Sebastián Diez          | 24 de abril | 11:00    |
| Brown de Adrogué        | 2 - 3     | Almagro                   | Lorenzo Arandilla             | 24 de abril | 11:00    |
| Villa Dálmine           | 2 - 1     | Instituto                 | El Coliseo de Mitre y Puccini | 24 de abril | 11:00    |
| Guillermo Brown         | 2 - 1     | Crucero del Norte         | Raúl Conti                    | 24 de abril | 11:00    |
| Ramón Santamarina       | 0 - 0     | Douglas Haig              | Municipal General San Martín  | 25 de abril | 20:35    |
| Talleres (C)            | 3 - 0     | Atlético Paraná           | Mario Alberto Kempes          | 25 de abril | 21:05    |

| Fecha 14                  | Fecha 14  | Fecha 14              | Fecha 14                      | Fecha 14    | Fecha 14 |
| Local                     | Resultado | Visitante             | Estadio                       | Fecha       | Hora     |
| ------------------------- | --------- | --------------------- | ----------------------------- | ----------- | -------- |
| Nueva Chicago             | 6 - 4     | Villa Dálmine         | Nueva Chicago                 | 29 de abril | 15:30    |
| Los Andes                 | 1 - 3     | Guillermo Brown       | Eduardo Gallardón             | 29 de abril | 15:30    |
| Almagro                   | 1 - 2     | Chacarita Juniors     | Tres de Febrero               | 29 de abril | 20:05    |
| Instituto                 | 0 - 2     | Juventud Unida U.     | Juan Domingo Perón            | 29 de abril | 21:00    |
| Independiente Rivadavia   | 0 - 0     | Boca Unidos           | Bautista Gargantini           | 29 de abril | 21:05    |
| Crucero del Norte         | 1 - 0     | Juventud Unida (G)    | Comandante Andrés Guacurarí   | 30 de abril | 15:30    |
| Sportivo Estudiantes (SL) | 2 - 0     | Ramón Santamarina     | El Coliseo                    | 30 de abril | 16:00    |
| Gimnasia y Esgrima (J)    | 1 - 0     | Brown de Adrogué      | 23 de Agosto                  | 30 de abril | 17:00    |
| Atlético Paraná           | 2 - 2     | All Boys              | Pedro Mutio                   | 30 de abril | 20:00    |
| Ferro Carril Oeste        | 1 - 0     | Central Córdoba (SdE) | Arquitecto Ricardo Etcheverri | 2 de mayo   | 20:00    |
| Douglas Haig              | 0 - 1     | Talleres (C)          | Miguel Morales                | 2 de mayo   | 21:05    |

| Fecha 15              | Fecha 15  | Fecha 15                  | Fecha 15                      | Fecha 15  | Fecha 15 |
| Local                 | Resultado | Visitante                 | Estadio                       | Fecha     | Hora     |
| --------------------- | --------- | ------------------------- | ----------------------------- | --------- | -------- |
| All Boys              | 1 - 0     | Douglas Haig              | Islas Malvinas                | 7 de mayo | 15:30    |
| Brown de Adrogué      | 1 - 1     | Atlético Paraná           | Lorenzo Arandilla             | 7 de mayo | 15:30    |
| Villa Dálmine         | 1 - 0     | Crucero del Norte         | El Coliseo de Mitre y Puccini | 7 de mayo | 15:30    |
| Chacarita Juniors     | 1 - 0     | Gimnasia y Esgrima (J)    | Chacarita Juniors             | 7 de mayo | 16:40    |
| Ramón Santamarina     | 1 - 0     | Independiente Rivadavia   | Municipal General San Martín  | 7 de mayo | 20:00    |
| Talleres (C)          | 1 - 0     | Sportivo Estudiantes (SL) | Mario Alberto Kempes          | 7 de mayo | 21:10    |
| Juventud Unida U.     | 2 - 1     | Nueva Chicago             | Mario Sebastián Diez          | 8 de mayo | 14:20    |
| Boca Unidos           | 2 - 0     | Ferro Carril Oeste        | Leoncio Benítez               | 8 de mayo | 15:10    |
| Guillermo Brown       | 0 - 1     | Almagro                   | Raúl Conti                    | 8 de mayo | 15:30    |
| Juventud Unida (G)    | 1 - 3     | Los Andes                 | De los Eucaliptos             | 8 de mayo | 15:30    |
| Central Córdoba (SdE) | 2 - 3     | Instituto                 | Alfredo Terrera               | 9 de mayo | 22:00    |

| Fecha 16                  | Fecha 16  | Fecha 16              | Fecha 16                     | Fecha 16   | Fecha 16 |
| Local                     | Resultado | Visitante             | Estadio                      | Fecha      | Hora     |
| ------------------------- | --------- | --------------------- | ---------------------------- | ---------- | -------- |
| Atlético Paraná           | 1 - 3     | Chacarita Juniors     | Pedro Mutio                  | 13 de mayo | 19:10    |
| Los Andes                 | 3 - 3     | Villa Dálmine         | Eduardo Gallardón            | 14 de mayo | 13:30    |
| Nueva Chicago             | 3 - 1     | Central Córdoba (SdE) | Nueva Chicago                | 14 de mayo | 14:35    |
| Almagro                   | 2 - 2     | Juventud Unida (G)    | Tres de Febrero              | 14 de mayo | 14:35    |
| Instituto                 | 0 - 2     | Ferro Carril Oeste    | Juan Domingo Perón           | 14 de mayo | 17:00    |
| Independiente Rivadavia   | 0 - 0     | Talleres (C)          | Bautista Gargantini          | 15 de mayo | 15:00    |
| Sportivo Estudiantes (SL) | 1 - 1     | All Boys              | El Coliseo                   | 15 de mayo | 15:00    |
| Crucero del Norte         | 2 - 1     | Juventud Unida U.     | Comandante Andrés Guacurarí  | 15 de mayo | 15:30    |
| Gimnasia y Esgrima (J)    | 4 - 2     | Guillermo Brown       | 23 de Agosto                 | 15 de mayo | 17:00    |
| Douglas Haig              | 0 - 0     | Brown de Adrogué      | Miguel Morales               | 16 de mayo | 20:30    |
| Ramón Santamarina         | 0 - 1     | Boca Unidos           | Municipal General San Martín | 16 de mayo | 21:05    |

| Fecha 17              | Fecha 17  | Fecha 17                  | Fecha 17                      | Fecha 17   | Fecha 17 |
| Local                 | Resultado | Visitante                 | Estadio                       | Fecha      | Hora     |
| --------------------- | --------- | ------------------------- | ----------------------------- | ---------- | -------- |
| Talleres (C)          | 1 - 0     | Ramón Santamarina         | Mario Alberto Kempes          | 20 de mayo | 20:05    |
| All Boys              | 1 - 2     | Independiente Rivadavia   | Islas Malvinas                | 21 de mayo | 13:10    |
| Chacarita Juniors     | 1 - 0     | Douglas Haig              | Chacarita Juniors             | 21 de mayo | 14:05    |
| Villa Dálmine         | 1 - 0     | Almagro                   | El Coliseo de Mitre y Puccini | 21 de mayo | 15:30    |
| Brown de Adrogué      | 1 - 0     | Sportivo Estudiantes (SL) | Lorenzo Arandilla             | 22 de mayo | 11:00    |
| Guillermo Brown       | 1 - 2     | Atlético Paraná           | Raúl Conti                    | 22 de mayo | 11:00    |
| Juventud Unida (G)    | 2 - 1     | Gimnasia y Esgrima (J)    | De los Eucaliptos             | 22 de mayo | 15:30    |
| Juventud Unida U.     | 3 - 1     | Los Andes                 | Mario Sebastián Diez          | 22 de mayo | 15:30    |
| Boca Unidos           | 3 - 0     | Instituto                 | Leoncio Benítez               | 22 de mayo | 16:00    |
| Central Córdoba (SdE) | 0 - 1     | Crucero del Norte         | Alfredo Terrera               | 22 de mayo | 17:15    |
| Ferro Carril Oeste    | 0 - 2     | Nueva Chicago             | Arquitecto Ricardo Etcheverri | 23 de mayo | 21:05    |

| Fecha 18                  | Fecha 18  | Fecha 18              | Fecha 18                     | Fecha 18   | Fecha 18 |
| Local                     | Resultado | Visitante             | Estadio                      | Fecha      | Hora     |
| ------------------------- | --------- | --------------------- | ---------------------------- | ---------- | -------- |
| Gimnasia y Esgrima (J)    | 1 - 1     | Villa Dálmine         | 23 de Agosto                 | 27 de mayo | 22:00    |
| Talleres (C)              | 2 - 0     | Boca Unidos           | Mario Alberto Kempes         | 27 de mayo | 22:15    |
| Almagro                   | 1 - 0     | Juventud Unida U.     | Tres de Febrero              | 28 de mayo | 13:05    |
| Nueva Chicago             | 3 - 1     | Instituto             | Nueva Chicago                | 28 de mayo | 14:05    |
| Los Andes                 | 0 - 1     | Central Córdoba (SdE) | Eduardo Gallardón            | 28 de mayo | 15:30    |
| Independiente Rivadavia   | 1 - 1     | Brown de Adrogué      | Bautista Gargantini          | 28 de mayo | 16:00    |
| Ramón Santamarina         | 2 - 1     | All Boys              | Municipal General San Martín | 29 de mayo | 11:00    |
| Douglas Haig              | 1 - 2     | Guillermo Brown       | Miguel Morales               | 29 de mayo | 14:15    |
| Crucero del Norte         | 0 - 0     | Ferro Carril Oeste    | Comandante Andrés Guacurarí  | 29 de mayo | 16:30    |
| Atlético Paraná           | 1 - 1     | Juventud Unida (G)    | Pedro Mutio                  | 29 de mayo | 17:00    |
| Sportivo Estudiantes (SL) | 0 - 1     | Chacarita Juniors     | El Coliseo                   | 30 de mayo | 21:05    |

| Fecha 19              | Fecha 19  | Fecha 19                  | Fecha 19                      | Fecha 19   | Fecha 19 |
| Local                 | Resultado | Visitante                 | Estadio                       | Fecha      | Hora     |
| --------------------- | --------- | ------------------------- | ----------------------------- | ---------- | -------- |
| Brown de Adrogué      | 2 - 2     | Ramón Santamarina         | Lorenzo Arandilla             | 4 de junio | 15:30    |
| Instituto             | 1 - 2     | Crucero del Norte         | Juan Domingo Perón            | 4 de junio | 16:00    |
| Guillermo Brown       | 2 - 0     | Sportivo Estudiantes (SL) | Raúl Conti                    | 5 de junio | 15:00    |
| Juventud Unida (G)    | 1 - 1     | Douglas Haig              | De los Eucaliptos             | 5 de junio | 15:00    |
| Boca Unidos           | 2 - 1     | Nueva Chicago             | Leoncio Benítez               | 5 de junio | 15:30    |
| Juventud Unida U.     | 1 - 1     | Gimnasia y Esgrima (J)    | Mario Sebastián Diez          | 5 de junio | 15:30    |
| All Boys              | 1 - 2     | Talleres (C)              | Islas Malvinas                | 5 de junio | 15:30    |
| Villa Dálmine         | 2 - 1     | Atlético Paraná           | El Coliseo de Mitre y Puccini | 5 de junio | 15:30    |
| Chacarita Juniors     | 4 - 0     | Independiente Rivadavia   | Chacarita Juniors             | 5 de junio | 15:35    |
| Central Córdoba (SdE) | 2 - 0     | Almagro                   | Alfredo Terrera               | 6 de junio | 15:00    |
| Ferro Carril Oeste    | 0 - 2     | Los Andes                 | Arquitecto Ricardo Etcheverri | 6 de junio | 20:05    |

| Fecha 20                  | Fecha 20  | Fecha 20              | Fecha 20                     | Fecha 20    | Fecha 20 |
| Local                     | Resultado | Visitante             | Estadio                      | Fecha       | Hora     |
| ------------------------- | --------- | --------------------- | ---------------------------- | ----------- | -------- |
| Los Andes                 | 0 - 0     | Instituto             | Eduardo Gallardón            | 11 de junio | 15:30    |
| Talleres (C)              | 0 - 0     | Brown de Adrogué      | Mario Alberto Kempes         | 11 de junio | 19:05    |
| Ramón Santamarina         | 0 - 2     | Chacarita Juniors     | Municipal General San Martín | 12 de junio | 11:00    |
| Gimnasia y Esgrima (J)    | 2 - 0     | Central Córdoba (SdE) | 23 de agosto                 | 12 de junio | 15:00    |
| Sportivo Estudiantes (SL) | 2 - 1     | Juventud Unida (G)    | El Coliseo                   | 12 de junio | 15:00    |
| Independiente Rivadavia   | 2 - 1     | Guillermo Brown       | Bautista Gargantini          | 12 de junio | 15:00    |
| Atlético Paraná           | 2 - 1     | Juventud Unida U.     | Pedro Mutio                  | 12 de junio | 15:00    |
| All Boys                  | 3 - 0     | Boca Unidos           | Islas Malvinas               | 12 de junio | 15:05    |
| Almagro                   | 1 - 3     | Ferro Carril Oeste    | Tres de Febrero              | 12 de junio | 15:30    |
| Douglas Haig              | 0 - 4     | Villa Dálmine         | Miguel Morales               | 12 de junio | 15:30    |
| Crucero del Norte         | 1 - 0     | Nueva Chicago         | Comandante Andrés Guacurarí  | 14 de junio | 14:00    |

| Fecha 21              | Fecha 21  | Fecha 21                  | Fecha 21                      | Fecha 21    | Fecha 21 |
| Local                 | Resultado | Visitante                 | Estadio                       | Fecha       | Hora     |
| --------------------- | --------- | ------------------------- | ----------------------------- | ----------- | -------- |
| Juventud Unida (G)    | 0 - 0     | Independiente Rivadavia   | De los Eucaliptos             | 17 de junio | 14:00    |
| Brown de Adrogué      | 0 - 2     | All Boys                  | Lorenzo Arandilla             | 17 de junio | 15:10    |
| Boca Unidos           | 2 - 2     | Crucero del Norte         | Leoncio Benítez               | 17 de junio | 15:30    |
| Chacarita Juniors     | 1 - 1     | Talleres (C)              | Chacarita Juniors             | 18 de junio | 15:00    |
| Nueva Chicago         | 0 - 1     | Los Andes                 | Nueva Chicago                 | 18 de junio | 15:05    |
| Villa Dálmine         | 4 - 1     | Sportivo Estudiantes (SL) | El Coliseo de Mitre y Puccini | 18 de junio | 15:30    |
| Ferro Carril Oeste    | 0 - 2     | Gimnasia y Esgrima (J)    | Arquitecto Ricardo Etcheverri | 18 de junio | 15:35    |
| Instituto             | 2 - 2     | Almagro                   | Juan Domingo Perón            | 18 de junio | 16:00    |
| Central Córdoba (SdE) | 6 - 0     | Atlético Paraná           | Alfredo Terrera               | 19 de junio | 15:00    |
| Guillermo Brown       | 1 - 1     | Ramón Santamarina         | Raúl Conti                    | 19 de junio | 15:00    |
| Juventud Unida U.     | 1 - 1     | Douglas Haig              | Mario Sebastián Diez          | 19 de junio | 15:00    |

| 1. 2. 3. |

## Tabla de promedios
| Pos  | Equipo                       | 2013-14 | 2014 | 2015 | 2016 | Total | PJ  | Promedio |
| ---- | ---------------------------- | ------- | ---- | ---- | ---- | ----- | --- | -------- |
| 01.º | Talleres                     | -       | -    | -    | 49   | 49    | 21  | 2,333    |
| 02.º | Crucero del Norte            | 59      | 33   | -    | 32   | 124   | 83  | 1,494    |
| 03.º | Chacarita Juniors            | -       | -    | 50   | 43   | 93    | 63  | 1,476    |
| 03.º | Villa Dálmine                | -       | -    | 60   | 33   | 93    | 63  | 1,476    |
| 05.º | Gimnasia y Esgrima (J)       | 61      | 30   | 55   | 38   | 184   | 125 | 1,472    |
| 06.º | Nueva Chicago                | -       | 30   | -    | 30   | 60    | 41  | 1,463    |
| 07.º | Ramón Santamarina            | -       | 24   | 66   | 27   | 117   | 83  | 1,409    |
| 08.º | Boca Unidos                  | 54      | 27   | 54   | 38   | 173   | 125 | 1,384    |
| 09.º | Almagro                      | -       | -    | -    | 28   | 28    | 21  | 1,333    |
| 09.º | Brown de Adrogué             | -       | -    | -    | 28   | 28    | 21  | 1,333    |
| 09.º | Los Andes                    | -       | -    | 54   | 30   | 84    | 63  | 1,333    |
| 12.º | Instituto                    | 62      | 25   | 62   | 16   | 165   | 125 | 1,320    |
| 13.º | Ferro Carril Oeste           | 55      | 16   | 67   | 26   | 164   | 125 | 1,312    |
| 14.º | Juventud Unida (G)           | -       | -    | 54   | 28   | 82    | 63  | 1,301    |
| 15.º | Sportivo Estudiantes (SL)    | -       | -    | 56   | 24   | 80    | 63  | 1,269    |
| 16.º | Guillermo Brown              | -       | -    | 48   | 30   | 78    | 63  | 1,238    |
| 17.º | Douglas Haig                 | 51      | 25   | 58   | 20   | 154   | 125 | 1,232    |
| 18.º | Atlético Paraná              | -       | -    | 58   | 19   | 77    | 63  | 1,222    |
| 19.º | All Boys                     | -       | 22   | 53   | 26   | 101   | 83  | 1,216    |
| 20.º | Independiente Rivadavia      | 55      | 22   | 51   | 20   | 148   | 125 | 1,184    |
| 21.º | Central Córdoba (SdE)        | -       | -    | 51   | 21   | 72    | 63  | 1,142    |
| 22.º | Juventud Unida Universitario | -       | -    | -    | 22   | 22    | 21  | 1,047    |

|  | Descendió al Torneo Federal A. |

## Entrenadores
| Listado de entrenadores                                                        | Listado de entrenadores                                | Listado de entrenadores |
| Equipo                                                                         | Entrenador/es                                          | Fechas                  |
| ------------------------------------------------------------------------------ | ------------------------------------------------------ | ----------------------- |
| All Boys                                                                       | José Romero                                            | 1.ª a 21.ª              |
| Almagro                                                                        | Fernando Ruiz                                          | 1.ª a 20.ª              |
| Almagro                                                                        | Edgardo Martini (interino)                             | 21.ª                    |
| Atlético Paraná                                                                | Edgardo Cervilla                                       | 1.ª a 19.ª              |
| Atlético Paraná                                                                | Sebastián Furios (interino)                            | 20.ª y 21.ª             |
| Boca Unidos                                                                    | Ricardo Rodríguez                                      | 1.ª a 6.ª               |
| Boca Unidos                                                                    | Paolo Montero                                          | 7.ª a 21.ª              |
| Brown de Adrogué                                                               | Pablo Vico                                             | 1.ª a 21.ª              |
| Central Córdoba (SdE)                                                          | Luis Medero                                            | 1.ª a 10.ª              |
| Central Córdoba (SdE)                                                          | Hugo Caballieri                                        | 11.ª                    |
| Central Córdoba (SdE)                                                          | Andrés Guglielminpietro                                | 12.ª a 21.ª             |
| Chacarita Juniors                                                              | Fernando Gamboa                                        | 1.ª a 4.ª               |
| Chacarita Juniors                                                              | Gastón Coyette                                         | 5.ª a 21.ª              |
| Crucero del Norte                                                              | Miguel Salinas                                         | 1.ª a 21.ª              |
| Douglas Haig                                                                   | Pablo Quatrocchi                                       | 1.ª a 17.ª              |
| Douglas Haig                                                                   | Marcos Lencina (interino)                              | 18.ª a 21.ª             |
| Ferro Carril Oeste                                                             | Wálter Perazzo                                         | 1.ª a 17.ª              |
| Ferro Carril Oeste                                                             | Jorge Cordon (interino)                                | 18.ª a 21.ª             |
| Gimnasia y Esgrima (J)                                                         | Mario Sciacqua                                         | 1.ª a 21.ª              |
| Guillermo Brown                                                                | Ricardo Pancaldo                                       | 1.ª a 21.ª              |
| Independiente Rivadavia                                                        | Pablo Quinteros                                        | 1.ª a 3.ª               |
| Independiente Rivadavia                                                        | Felipe Canedo (interino)                               | 4.ª a 7.ª               |
| Independiente Rivadavia                                                        | Daniel Córdoba                                         | 8.ª a 15.ª              |
| Independiente Rivadavia                                                        | Sergio Aldunate (interino) Martín Astudillo (interino) | 16.ª a 21.ª             |
| Instituto                                                                      | Héctor Rivoira                                         | 1.ª a 17.ª              |
| Instituto                                                                      | Claudio Sarría (interino) Daniel Mira (interino)       | 18.ª a 21.ª             |
| Juventud Unida (G)                                                             | Norberto Acosta                                        | 1.ª a 21.ª              |
| Juventud Unida Universitario                                                   | Fabián Nardozza                                        | 1.ª a 6.ª               |
| Juventud Unida Universitario                                                   | Walter Sanfilipo (interino)                            | 7.ª                     |
| Juventud Unida Universitario                                                   | Carlos Ramacciotti                                     | 8.ª a 21.ª              |
| Los Andes                                                                      | Felipe De la Riva                                      | 1.ª a 18.ª              |
| Los Andes                                                                      | Marcelo Barrera (interino)                             | 19.ª a 21.ª             |
| Nueva Chicago                                                                  | Andrés Guglielminpietro                                | 1.ª a 10.ª              |
| Nueva Chicago                                                                  | Alejandro Nanía (interino)                             | 11.ª a 18.ª             |
| Nueva Chicago                                                                  | Luis García (interino)                                 | 19.ª a 21.ª             |
| Ramón Santamarina                                                              | Gustavo Coleoni                                        | 1.ª a 21.ª              |
| Sportivo Estudiantes (SL)                                                      | Héctor Arzubialde                                      | 1.ª a 16.ª              |
| Sportivo Estudiantes (SL)                                                      | Sergio Arias                                           | 17.ª a 21.ª             |
| Talleres (C)                                                                   | Frank Darío Kudelka                                    | 1.ª a 21.ª              |
| Villa Dálmine                                                                  | Jorge Vivaldo                                          | 1.ª a 7.ª               |
| Villa Dálmine                                                                  | Walter Marchesi                                        | 8.ª a 21.ª              |
| 1. 2. 3. 4. 5. 6. 7. 8. 9. 10. 11. 12. 13. 14. 15. 16. 17. 18. 19. 20. 21. 22. |                                                        |                         |

## Goleadores
| Jugador           | Equipo             | Goles | Jugada | Cabeza | T. libre | Penal |
| ----------------- | ------------------ | ----- | ------ | ------ | -------- | ----- |
| Germán Lesman     | All Boys           | 17    | 12     | 2      | 1        | 2     |
| Fabricio Lenci    | Juventud Unida (G) | 13    | 4      | 3      | 0        | 6     |
| Fernando Coniglio | Chacarita Juniors  | 11    | 7      | 3      | 0        | 1     |
| Cristian Chávez   | Brown de Adrogué   | 9     | 6      | 1      | 2        | 0     |
| Matías Linás      | Los Andes          | 8     | 8      | 0      | 0        | 0     |
| Oscar Altamirano  | Almagro            | 8     | 7      | 0      | 0        | 1     |
| Franco Cangele    | Boca Unidos        | 8     | 6      | 0      | 0        | 2     |
| Nicolás Giménez   | Nueva Chicago      | 8     | 5      | 1      | 1        | 1     |

- Fuente: www.afa.org.ar